# Калитники (платформа)
Калитники́ (рос. Калитники) — зупинний пункт/пасажирська платформа Курського напрямку Московської залізниці, у складі лінії МЦД-2. Розташовано у Москві.
Є безпересадкове пряме сполучення на Ризький і Смоленський (Білоруський) напрямки.

## Історія
На мапі 1939 року, платформа підписана як «Кінна».
До 1989 року мала назву 4 км, залишаючись останньою платформою в Москві без власної назви на той момент (з розширенням Москви такі платформи з'явилися знову).

## Опис платформи
Пасажирське сполучення здійснюється електропоїздами постійного струму. Безпересадкове сполучення здійснюється (найвіддаленіші точки на грудень 2010 року):
- На північ:
  - У напрямку з Калитники до станцій: Волоколамськ, Усово, Звенигород, Бородіно.
  - У напрямку до Калитники зі станцій Рум'янцево, Звенигород, Усово.
- На південь до/зі станції Серпухов.

Для електропоїздів використовуються дві колії. Дві берегові платформи, на одній з яких є навіс і квиткова каса. Не обладнана турнікетами.
Виходи до Третього транспортного кільця, Нижньогородської вулиці, Боенського провулку, Автомобільного проїзду. Поблизу станції розташовані Калитниківський цвинтар та Рогозький цвинтар.
Час руху з Москва-Пасажирська-Курська — 7 хвилин.

## Пересадки
- Автобуси: м7, е70, 51, с755, 766, 805, т63, н7

## Ресурси Інтернету
- Розклад електропотягів [Архівовано 25 вересня 2016 у Wayback Machine.]

| Попередня зупинка      | Лінія | Лінія                | Лінія | Наступна зупинка |
| ---------------------- | ----- | -------------------- | ----- | ---------------- |
| Москва-Товарна-Курська |       | Курський напрямок МЗ |       | Новохохловська   |